# Єдліче-А
Єдліче-А (пол. Jedlicze A) — село в Польщі, у гміні Зґеж Зґерського повіту Лодзинського воєводства.
Населення — 434 особи (2011).

## Демографія
Демографічна структура станом на 31 березня 2011 року:
|          | Загалом | Допрацездатний вік | Працездатний вік | Постпрацездатний вік |
| -------- | ------- | ------------------ | ---------------- | -------------------- |
| Чоловіки | 217     | 46                 | 152              | 19                   |
| Жінки    | 217     | 37                 | 133              | 47                   |
| Разом    | 434     | 83                 | 285              | 66                   |

## Уродженці
- Єжи Дзік (нар. 1950) — палеонтолог, еволюціоніст, професор і директор Інституту палеобіології Польської академії наук, професор Варшавського університету, дійсний член Польської академії наук.